# 펠 (지형)

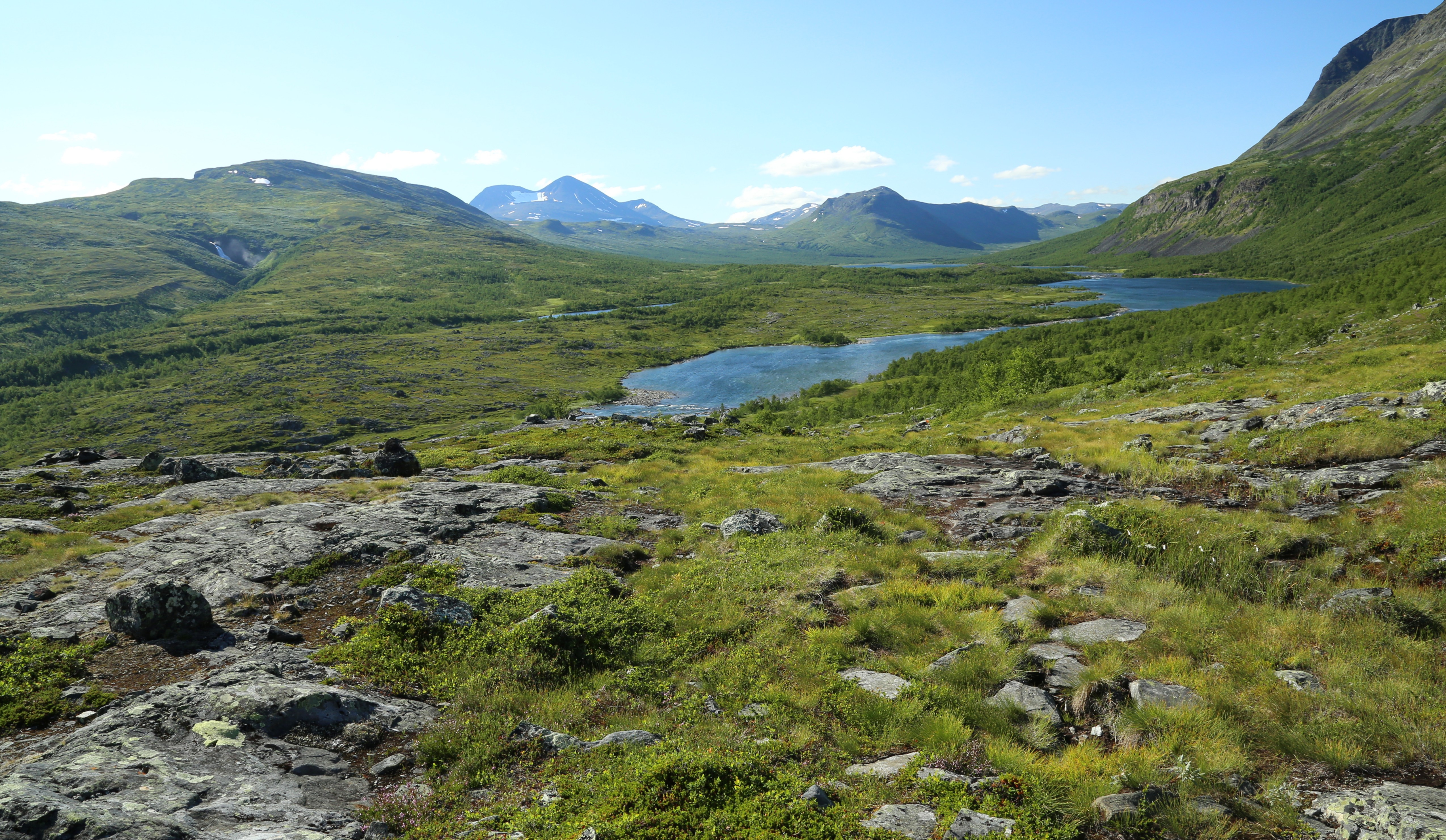

펠(영어: fell)은 산지 지형의 일종으로, 고도가 높고 척박하며 정상 부근이 이탄습지(moor)로 덮여 있는 지형이다. 페노스칸디아, 아이슬란드, 맨섬, 북잉글랜드, 스코틀랜드에 가장 흔하다. “펠(고대 노르드어: fell)”이라는 말은 원래 노르드어로 그냥 산이라는 뜻이었다.

## 같이 보기
- 누나타크